# (134380) 1995 YH4
1995 واي إتش 4 (ويعرف أيضًا باسم (134380) 1995 واي إتش 4 وفق تسمية الكوكب الصغير) (بالإنجليزية: 1995 YH4)‏ هو كويكب ضمن حزام الكويكبات؛ وترتيبه 134380 من حيث الاكتشاف.
اكتُشف هذا الجُرم الفلكي بواسطة روبرت إتش ماكنوت في 28 ديسمبر 1995.

## وصلات خارجية
- (134380) 1995 YH4 في قاعدة بيانات مختبر الدفع النفاث لأجرام النظام الشمسي الصغيرة

- الاكتشاف · مخطط المدار ·  العناصر المدارية · المعلمات المادية

- (134380) 1995 YH4 على موقع ويكي سكاي: DSS2, SDSS, GALEX, IRAS, Hydrogen α, X-Ray, Astrophoto, Sky Map, Articles and images